# Herní mód
Možná máte na mysli: Mod – úprava videohry, která mění její obsah.
Herní mód je způsob hraní počítačových her. Módy lze rozlišit z hlediska návaznosti scénáře ve hře nebo z hlediska počtu hráčů.

## Dle návaznosti scénáře

### Mise
Při hraní hry v módu mise, který je ve hrách označován různě, je celý děj hry vměstnán právě do jedné mise, jednoho kola, kde se celá hra odehrává. Po dokončení tohoto kola hra úspěšně končí. Mise může mít nějaký scénář a nebo je děj daný náhodně.

### Kampaň
Postupová hra neboli kampaň je mód, který je založen na postupném plnění jednotlivých na sebe navazujících misí. Každou z nich musí hráč splnit, aby mohl postoupit do další mise a hra končí po zdárném ukončení poslední z nich. Jednotlivé mise mohou kopírovat určitý scénář a nebo spolu vůbec nemusí dějově souviset a například pouze zvyšují úroveň předchozí mise.

## Dle počtu hráčů
- Videohra pro jednoho hráče
- Videohra pro více hráčů
- Kooperativní videohra